# Scleropages jardinii
Scleropages jardinii is een straalvinnige vissensoort uit de familie van beentongvissen (Osteoglossidae). De wetenschappelijke naam van de soort is voor het eerst geldig gepubliceerd in 1892 door Saville-Kent.

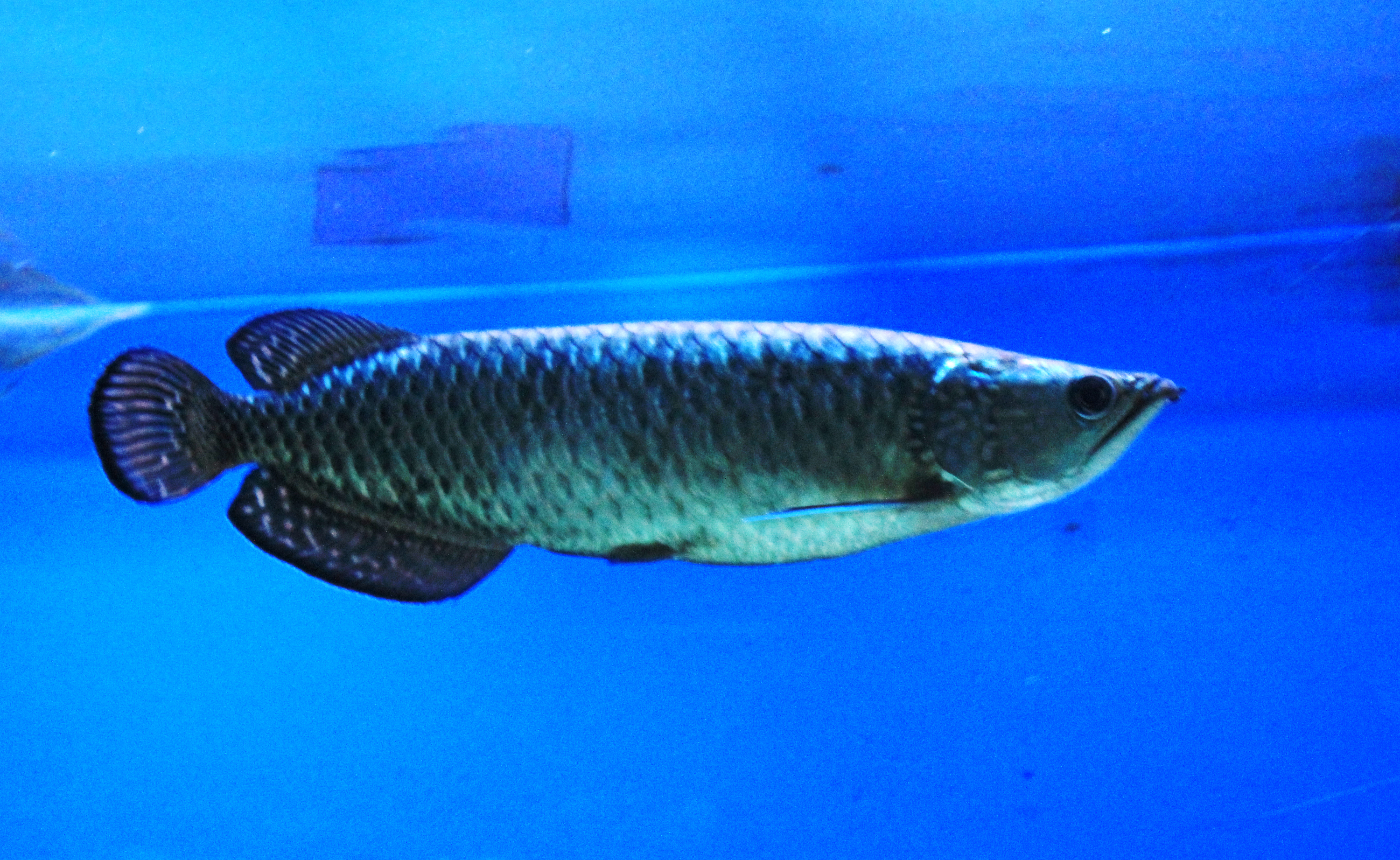
In Prague sea aquarium